# Mononychellus hoffmannae
Mononychellus hoffmannae är en spindeldjursart som beskrevs av Quiros de Gonzalez, Viloria och Hernandez Servando Carvajal 1996. Mononychellus hoffmannae ingår i släktet Mononychellus och familjen Tetranychidae. Inga underarter finns listade i Catalogue of Life.